# Boldogság kezdőknek
A Boldogság kezdőknek (eredeti cím: Happiness for Beginners) 2023-ban bemutatott amerikai romantikus filmvígjáték, amelyet Vicky Wight írt és rendezett. A főbb szerepekben Ellie Kemper, Luke Grimes, Nico Santos, Blythe Danner és Ben Cook látható.
Amerikában és Magyarországon 2023. július 27-én mutatták be a Netflixen.

## Cselekmény
Az elvált Helen bejelentkezik egy kezdő Appalache Trail túlélő tanfolyamra. Miközben indulás előtt  bátyját, Duncant keresi. Megtalálja bátyja barátját, Jake-et, így megkéri, hogy adja oda neki a kulcsokat a házhoz. Amikor Helen volt férje, Mike felhívja, és emlékezteti, hogy ma lenne a hatodik házassági évfordulójuk, Helen visszaemlékezik a régi időkre. Jake és Duncan is ott volt az esküvőn, és rosszallóan nézett a nagyon esetlen Mike-ra.
Az északra tartó Helen beugrik, hogy meglátogassa Gigit, a nagymamát, aki felnevelte őket. A kijelölt connecticuti motelben szállnak meg, másnap reggel a fiatal vezető, Beckett ad nekik áttekintést a túráról. Bemutatkoznak, és Helen felfedezi, hogy ő az egyik legidősebb résztvevő, amire idősebb túratársa, Hugh boldog lesz. Aztán megdöbbenve látja, hogy Jake megjelenik. Utána szembesíti Jake-et, mivel az nem akar elmenni, Helen megmondja neki, hogy ne lépjen vele kapcsolatba, és tartsa titokban a kapcsolatukat. Nem sokkal azután, hogy a busz kiteszi a csoportot a több mint 50 mérföldes túra kiindulópontjánál, Helen azonnal felsérti a lábát egy sziklán. Jake, aki orvos, és kijelölt mentős, bekötözi a sebét, és gratulál neki a váláshoz.
Rövid idő múlva Helent leszidják, mert rálépett egy fatörzsre, ami egy a sok szabály közül, amit már korábban meg kellett volna tanulniuk. Beckett megmutatja nekik, hogyan kell felállítani egy medveakasztót, hogy megvédjék őket és az élelmüket. Helen sátortársa, Windy "belezúgott" Jake-be. Másnap reggel Helen segítséget kér Jake-től a vízhólyagok miatt, mivel nem a megfelelő lábbelit hozta magával, és nem tudta megelőzni. Beckett a Wall Street-i túrázóra, Masonra hárítja a felelősség egy részét, amiért nem csapatjátékos és mindenkit lökdös. Windy megpróbálja elősegíteni a pozitív gondolkodást. Mindenki megismerkedik egymással, Hugh megosztja, hogy korábban színészjelölt volt, de most biztosításokat árul. Amikor legközelebb ismét kettesben maradnak, Helen szembesíti Jake-et a bámészkodásával és lebegtetésével. A férfi azt mondja, egyszerűen attól fél, hogy a lány visszatér Mike-hoz, mivel a férfi nem elég jó neki.
Mivel már tíz napja túráznak, Beckett sebesség szerint csoportosítja a túrázókat. Ragaszkodik hozzá, hogy Mason a lassabb túrázókkal menjen, hogy elősegítse a csapatépítést. Indulás előtt Beckett rohamot kap, amikor megtalálja Helen személyes céllistáját, amely kiesett a zsebéből. Senki sem vallja be, hogy az övé. Jake, aki tudja, hogy Helené volt, csendben leszólítja a lányt, majd átad neki valamit, hogy később elolvassa. Helen túrázócsoportjában Jake-ről és Windyről pletykálnak, azt sugallva, hogy van köztük kémia. Egy gyors csókot emlegetnek. Míg a többiek a térképet ellenőrzik, Hugh ostoba módon egyensúlyozósdit játszik egy korhadt fatörzzsel. Súlyosan megsérül a lába, miközben Mason lefagy, Helen odalép, és felajánlja, hogy elmegy segítségért.
Helen elmondja, mi történt, amikor sötétedés után eléri a vezető csoportot, és úgy döntenek, hogy hajnalban megkeresik őket. Jake-kel sátrat osztva elmondja neki, hogy a középső bátyja, Nathan megfulladt, amikor ő hatéves volt. Helen felelősnek érezte magát, és a család felbomlott, mivel először az apjuk, majd az anyjuk hagyta el őket. Mindketten féltékenyen viselkednek: Jake azért, mert elfogadja Mike állandó üzeneteit, Helen pedig a Windyvel való csókja miatt, bár az csak egy felelsz vagy mersz játék során történt.
Hajnalban felébredve Helen elviszi a másik hármat Hugh-hoz és társaságához. Ő és a férfiak egy rögtönzött hordágyon viszik a három mérföldre várakozó mentőautóhoz. Másnap mindannyian pihennek és beszélgetnek, és amikor leszáll az alkony, Helen megkeresi Jake-et, aki a csoporttól távol az erdőben van. A férfi hálásan megöleli, majd elmagyarázza, hogy degeneratív szembetegséget örökölt, ami miatt lassan elveszíti a látását. Ez jelenleg leginkább éjszaka érinti, és ez az oka annak, hogy nem találta meg a szemüvegét, amit elejtett, és annak is, hogy abbahagyta az orvoslást. Majdnem megcsókolják egymást, de félbeszakítják őket.
Másnap elindulnak a buszhoz, amely visszaviszi őket a motelbe. Úgy tervezték, hogy részt vesznek a karaokén és más búcsúfoglalkozásokon, Helen azonban elkullog, miután meghallja, hogy Jake-nek van valakije. Gigihez vezetve csak a férfira tud gondolni. Végül elolvassa, amit a férfi írt neki (egy Pablo Neruda-verset), és rájön, hogy a férfi érez iránta valamit. Gigi látja, hogy az utazás megváltoztatta őt, és úgy gondolja, hogy talán szerelmes.
Duncan átjön, és Helen bocsánatot kér azért, ahogyan az évek során bánt vele, és megfogadja, hogy jobb nővér lesz. Duncan ragaszkodik hozzá, hogy Helen menjen el vele és Gigivel egy születésnapot ünnepelni. Jake is megjelenik, és végül megcsókolják egymást, miután bevallja, hogy évek óta szereti a lányt.

## Szereplők
| Szerep  | Színész          | Magyar hang            |
| ------- | ---------------- | ---------------------- |
| Helen   | Ellie Kemper     | Mezei Kitty            |
| Jake    | Luke Grimes      | Gacsal Ádám            |
| Hugh    | Nico Santos      | Markovics Tamás        |
| Gigi    | Blythe Danner    | Menszátor Magdolna     |
| Beckett | Ben Cook         | Molnár Levente         |
| Windy   | Shayvawn Webster | Laudon Andrea          |
| Sue     | Julia Shiplett   | Engel-Iván Lili        |
| Kaylee  | Gus Birney       | Dér Marus              |
| Mason   | Esteban Benito   | Horváth-Töreki Gergely |
| Duncan  | Alexander Koch   | Rada Bálint            |
| Lulu    | Mary Neely       | Farkas Fanni           |

### Magyar változat
- Magyar szöveg: Kusz Viktória
- Hangmérnök: Tóth Péter Ákos
- Vágó: Sári-Szemerédi Gabriella
- Gyártásvezető: Fehér József
- Szinkronrendező: Mohácsi Nóra
- Produkciós vezető: Popa Kinga

A szinkront a Mafilm Audio Kft. készítette el.

## A film készítése
A filmet Vicky Wight rendezte Katherine Center 2015-ös regényéből, a projektet pedig 2021 októberében jelentették be. 2021-ben jelentették be, hogy Wight társszerzőként fog közreműködni Centerrel a projektben, aki korábban már rendezett egy másik Center-regény adaptációt – a The Lost Husband című filmet.